# Solenostomus paradoxus
Solenostomus paradoxus – gatunek ryby promieniopłetwej z rodziny Solenostomidae. Z powodu obecności pod skórą płytek kostnych usztywniających ciało Solenostomus paradoxus jest prawie nieruchomy: jedyną siłą napędową są małe płetwy. Ryby te właśnie dlatego nie mogą uciekać przed drapieżnikami i upodabniają się do wodorostów. Występują w Oceanie Indyjskim i w zachodniej części Oceanu Spokojnego. Długość ciała do 12 cm.